# 윤경용
윤경용(尹景鏞, Andy Kyung-yong Yoon, 1964년 8월 24일 ~)은 벤처사업가 출신이며, San Martin University 석좌교수이다. 전기전자 및 컴퓨터, CV, ICT, 그리고 에너지와 수소연료전지 등 폭 넓은 분야를 연구하고 개발하여 이론과 실용성을 두루 갖춘 과학자다. 한국사 등 전통 과학에도 조예가 깊어, 해군사관학교의 거북선 복원 프로젝트 자문위원이기도 했다. 글로벌 국가에서 그를 잘 아는 사람들에게는 "Dr. Everything" 이라는 별명으로 잘 알려져 있을 만큼 폭넓고 다양한 분야를 통섭한 보기드문 응용과학자다. 

## 생애

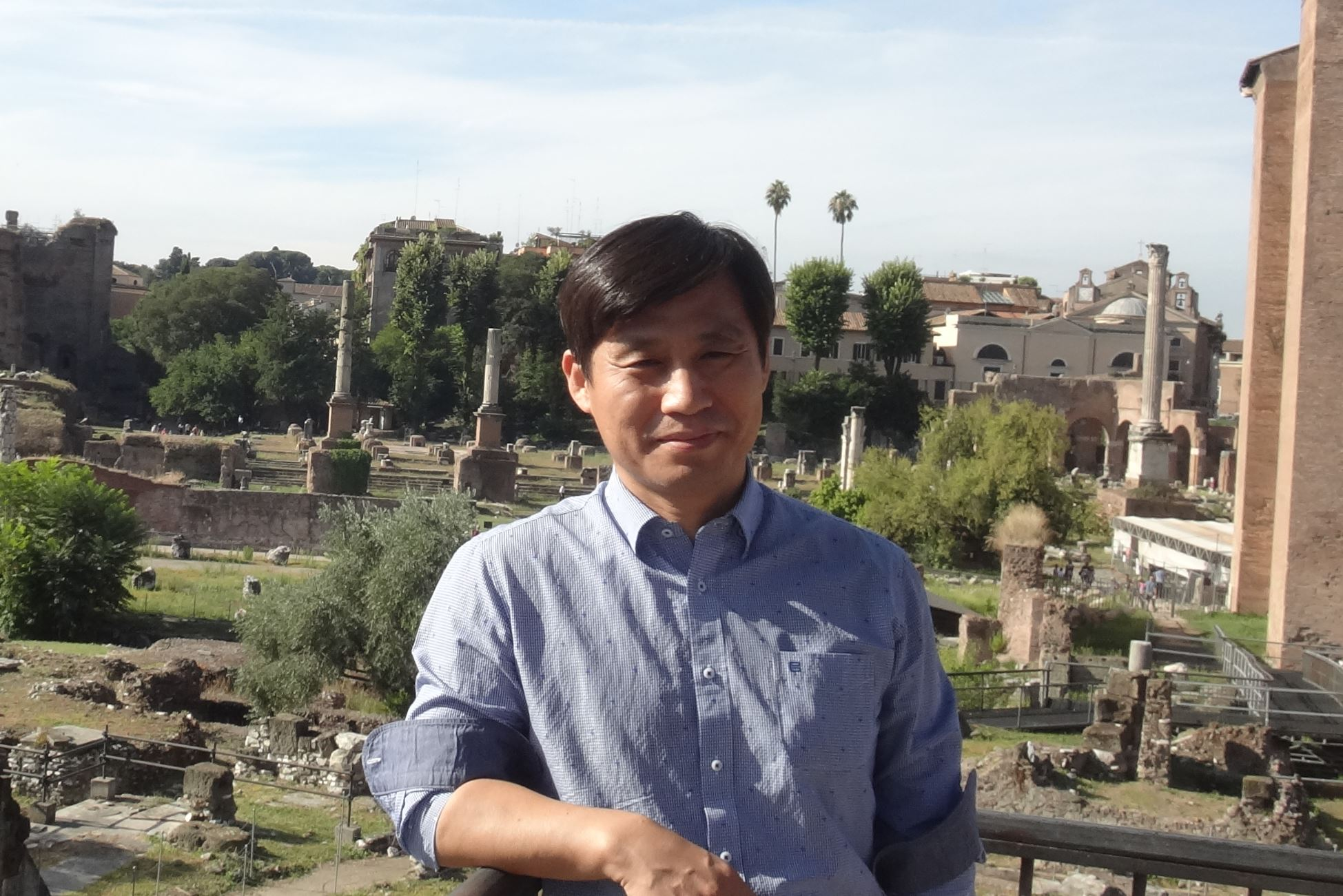
이탈리아 로마

본관은 파평이고 1964년 전라남도 |순천에서 출생하여, 여수와 순천에서 자랐다. 순천고등학교와 연세대학교를 졸업했으며, 전기전자공학 박사학위를 취득했다. 대학졸업 후 육군 전산병으로 군복무를 하고, 1989년 전역, 삼미그룹의 삼미전산주식회사에 입사한 후 줄곧 네트워크통신 및 에뮬레이션등 임베디드 및 펌웨어 시스템 개발자로 일했다. 삼미전산을 퇴직하고 잠시 한국 IBM을 거쳐, 1991년 ㈜시공테크에 입사하여 기술연구소 소장이 되었다. 시공테크에서 주로 터치스크린을 이용한 영상 및 멀티미디어 엔지니어링, 로봇 및 인터넷을 이용한 자동화 시스템 개발, 박물관전산화에 몰두하였고, 2000년 국립중앙박물관 건립 당시 국내최초로 박물관 전산망 시스템의 기본개념을 설계하였다. 90년대 중반부터 CDMA 모바일이 시장에 본격화 된 후부터는 휴대폰의 펌웨어 개발자로 활동했다.
2000년 휴대폰 개발회사인 ㈜사이버다인텔레콤을 창업하였고, 미국, 홍콩, 중국 베이징/광조우/선전/상하이 등에 지사를 설립하고  자체 브랜드 휴대폰을 스위스, 중국, 브라질, 인도네시아, 필리핀, 오스트리아 등 유럽과 아시아, 중남미권에 수출 하였다. 2006년에는 브라질로 건너가 LG전자 중남미 법인의 휴대폰 단말기 CA 개발을 주도했다. 2008년 페루의 국가과학기술자문위원, 2012년 히말라야에 있는 은둔의 왕국인 부탄왕국의 국가 신재생에너지사업에 대한 자문을 했다. 또한 미국 뉴욕에 북미 모바일마케팅 법인 Asmon Quantus Inc.를 설립했으며, 홍콩에 국제금융투자자문회사인 Buena Tron Enterprise Limited를 설립했다.
2009년 미국의 Loyola University의 방문교수가 되었고, 2011년 페루의 San Martin University 보관됨 2017-06-06 - 웨이백 머신로부터 교수 위촉을 받았고, 2012년 중남미의 한국인 최초 석좌교수로 취임 하였다. 그리고 세계창의력올림피아드[Odyssey of the Mind]의 세계본부에 한국을 대표하는 대표위원으로서 한국에서 개최되는 창의력대회를 주관하고, 국가대표를 선발하여 세계창의력올림피아드 대회에 출전시키는 권한을 가지고 있다. 2013부터 2014년 까지 유아용 몬테소리 교구재로 유명한 아가월드그룹의 경영혁신부문 사장을 지냈으며, 생체인식기술회사와 CTP(인쇄판)기기 개발회사의 기술고문으로 활동하고 있다.
2014년, 스타벅스의 사이렌오더를 개발한 YAP컴퍼니의 최고기술책임자(CTO)로 합류하여 실내위치측위, 초음파통신, 인공지능 오더시스템 등 기반기술 개발을 주도하고 80여개의 특허를 등록했으며 2018년에 대한민국특허대상을 수상했다. 2022년 연료전지전문기업인 (주)가온셀의 대표이사로 취임하였으며 경영일선에서 국내사업은 물론 해외사업을 진두지휘하였고, 2024년 경영일선에서 물러나 다시 대학으로 복귀하였다.
총 13권의 저서를 집필했는데 20대에 이미 8권의 기술서적을 출간했으며, 당시 컴퓨터 1세대 주역들의 주요 기술발표와 전파 및 토론의 매개체였던 5개의 주요 컴퓨터 월간지에 300여편의 기술 및 연구개발 기고문을 발표하며 컴퓨터 1세대의 중심에서 활동했다. 현재 ICT, 인공지능, 실내위치측위, 메타버스, 멀티미디어, 초전도, 전기전자, 전기화학 등 광범위한 분야에 대한 연구이력을 가지고 있으며 SCI 급을 포함 국내외 학술지에 100여편의 논문 실적을 가지고 있다. 주요 저서로는 컴퓨터 프로그래밍 관련 기술서적과 영상처리관련 기술서적, 네트워크 관련기술서적, 터치스크린 개발관련 기술서적, 모바일폰 개발관련,신재생에너지 관련기술서적등으로 몇 권은 영문으로 집필된 영문서적도 있으며, 일반인을 위한 과학책으로 꼬리에 꼬리를 무는 인문과학상식 책인 '물론입니다'를 집필하였다. 현재 국내 일간지의 메인 칼럼리스트로서 주로 과학기술과 공학 등 시대적 기술적 이슈와 관련된 주제의 글의 매월 기고하고 있다. 

## 학력
- 순천고등학교
- 연세대학교 (공학박사)

## 주요활동
- 석좌교수 / San Martin University, Peru
- 대표이사 / (주)가온셀
- 최고기술책임자 / YAP Company Inc.
- 한국대표위원 / 세계창의력올림피아드 Odyssey of the Mind
- 연구교수 / 연세대학교
- 방문교수 / Loyola University, USA
- 사장 / 아가월드그룹 경영혁신부문
- 기술고문 / (주)HGKorea , (주)네오시큐
- 대표이사 / (주)사이버다인텔레콤
- 기술연구소장 / (주)시공테크 부설 기술연구소
- 시스템 엔지니어 / 삼미전산주식회사 연구개발실

## 주요저서
| 서적명                                                             | 내용                                               | 출판사       | 발행 | 분야   |
| ------------------------------------------------------------------ | -------------------------------------------------- | ------------ | ---- | ------ |
| 물론입니다                                                         | 물을 모티브로 한 과학.인문.역사.상식을 다룬 책     | 흔들의자     | 2025 | 과학   |
| A Feasibility Study for Pilot Wind Power Farm Construction Project | Wind Farm Design Way                               |              | 2015 | 에너지 |
| A Design of ESS Cell stack using Vanadium Redox Flow Battery       | Vanadium Redox Flow Battery Design and Development |              | 2015 | 에너지 |
| 터치스크린 솔루션                                                  | 터치스크린의 디바이스드라이버 개발방법 및 소스코드 | 가남사       | 1994 | ICT    |
| EGA VGA Cuper VGA Cards                                            | VGA Graphic Card의 이해 및 개발방법과 예제         | 성안당       | 1993 | 컴퓨터 |
| Netware 386 Troubleshooting                                        | Novell Netware의 문제점 해결방법 제시              | 크라운출판사 | 1993 | 컴퓨터 |
| Turbo-C 프로그래머를 위한 라이브러리                               | Turbo C 개발자를 위한 라이브러리 개발방법 및 예제  | 성안당       | 1992 | 컴퓨터 |
| Netware 386 Programmer's Guide                                     | Novell Netware 386 프로그래머를 위한 개발 지침서   | 크라운출판사 | 1993 | 컴퓨터 |